# Пак Ро Бёк
Пак Ро Бёк (кор. 박노벽, род. 9 июля 1956) — политический деятель Республики Корея. С 13 мая 2015 года — Чрезвычайный и Полномочный посол Республики Корея в Российской Федерации и в Армении (по совместительству).

## Биография[1]
С марта 1980 года — сотрудник Министерства иностранных дел и торговли Республики Корея.
С июля 1984 года — советник посольства в Швейцарии (Берн).
С января 1991 по январь 1995 года — советник посольства Республики Корея в Российской Федерации и в Узбекистане (по совместительству).
С февраля 1995 года — Главный секретарь Министра иностранных дел и торговли Республики Корея.
С июня 1996 года — Директор Управления II и III по Северной Америке МИД Республики Корея.
С июня 1997 года — секретарь посольства Республики Корея в Соединённых Штатах Америки.
С июня 2000 года — советник посольства в Мьянме.
С ноября 2002 года — заместитель официального представителя и заместитель генерального директора Управления по делам Северной Америки МИД Республики Корея.
С апреля 2003 года — генеральный директор Национального совета безопасности Республики Корея.
С марта 2004 года — советник Министра иностранных дел Республики Корея.
С марта 2006 года — генеральный директор Управления по делам Европы МИД Республики Корея.
С февраля 2007 года — Институт научно-политических исследований Джорджтаунского университета (США).
С мая 2008 года — Посол Республики Корея на Украине; по совместительству — в Молдавии и Грузии.
В 2011 году — глава делегации Республики Корея на переговорах о соглашении между РК и США по ядерному сотрудничеству.
С сентября 2011 года — профессор Института иностранных дел и национальной безопасности МИД Республики Корея.
С июня 2012 года — Спецпосол по вопросам энергетики и ресурсов МИД Республики Корея.
13 мая 2015 года назначен Чрезвычайным и Полномочным послом Республики Корея в Российской Федерации и в Армении по совместительству. 26 ноября 2015 года вручил верительные грамоты Президенту Российской Федерации Владимиру Путину.

## Общие сведения
Владеет корейским, русским и английским языками.
Женат, двое детей.